# Megarhyssa macrurus
Megarhyssa macrurus, también conocida como la avispa icneumónida gigante de cola larga o avispa icneumón gigante de cola larga, es una especie de avispa icneumónida de gran tamaño. Es un parasitoide, notable por su extremadamente largo ovipositor, que utiliza para depositar un huevo en un túnel en madera muerta perforado por su hospedador, la larva de una especie igualmente grande de sirícido.

### Etimología
El epíteto específico macrurus proviene de las palabras griegas makrós (μακρός), que significa "largo", y ourá (οὐρά), que significa "cola".

## Descripción
Megarhyssa macrurus tiene un cuerpo de color marrón rojizo que puede alcanzar hasta 5,08 cm de longitud. Presenta franjas negras y amarillo-anaranjadas. Sus alas son transparentes y el cuerpo es alargado. El cuerpo y el ovipositor juntos pueden medir más de 12,7 cm en las hembras. Los machos son más pequeños y no tienen ovipositor.

### El ovipositor
El ovipositor parece un solo filamento, pero en realidad consta de tres filamentos, siendo el del medio el ovipositor verdadero, que es capaz de perforar la madera. Este filamento central también parece uno solo, pero está formado por dos partes, con un borde cortante en la punta. Las dos partes se entrelazan y se deslizan una contra la otra.
Aunque es muy delgado, el ovipositor es un tubo, y el huevo depositado se mueve a través de un canal diminuto en su centro. Los dos filamentos externos son vainas que protegen el ovipositor; se arquean hacia los lados durante la puesta del huevo.

### Distribución
M. macrurus se encuentra en la mitad oriental de los Estados Unidos, llegando al extremo sur de Canadá, cerca de los Grandes Lagos.

### Comportamiento
M. macrurus es inofensiva para los humanos; son parasitoides de las larvas del sirícido Tremex columba (conocido como horntail o avispa de cuerno), que perforan túneles en madera en descomposición. Las hembras de Megarhyssa macrurus pueden detectar estas larvas a través de la corteza; las paralizan y depositan sus huevos sobre la larva viva pero paralizada; en un par de semanas, las larvas de Megarhyssa habrán consumido a su hospedador y se convertirán en pupas, emergiendo como adultos en el verano siguiente.

## Subespecies
Subespecies incluidas:
- M. m. icterosticta Michener, 1939
- M. m. lunator (Fabricius, 1781) - considerado un sinónimo de M. m. macrurus por Carlson (1979)[14][16]
- M. m. macrurus (Linnaeus, 1771)